# Єгипет на літніх Олімпійських іграх 1968
Єгипет як ОАР брав участь у Літніх Олімпійських іграх 1968 року у Мехіко (Мексика) водинадцяте за свою історію, але не завоював жодної медалі.